# Мандерстрём, Шарлотта
Виргиния Шарлотта «Шарлотт» Мандерстрём (швед. Virginia Charlotta «Charlotte» Manderström, урождённая Дувалль (швед. Duwall); 1748—1816), — шведская придворная дама и дворянка. Она была фрейлиной и фавориткой королевы Швеции Софии Магдалены Датской.
Шарлотта Мандерстрём родилась в семье дворянина Карла Эрика Дувалля и Виргинии Лукреции Дувалль. До своего замужества она была фрейлиной королевы Софии Магдалены. Мандерстрём и её коллега Мария Аурора Уггла были двумя самыми близкими подругами и доверенными лицами королевы, которые в остальном вели очень замкнутую и уединённую жизнь, имея лишь немного близких друзей. Есть данные, что знаменитая Софи Хагман работала у неё горничной ещё до того, как стала любовницей принца Фредерика Адольфа.
В 1773 году Шарлотта вышла замуж за придворного барона Кристофера Мандерстрёма. Выйдя замуж, она автоматически лишилась должности фрейлины и, по слухам, боялась, что её отошлют со двора королевы. Луиза Мейерфельдт писала об этом эпизоде в письме к Брите Хорн в том же году: «заявляю, что она вполне готова позволить себе уступить, если бы нашёлся хоть один человек, который воспользовался бы этой возможностью. Она в отчаянии упускает шанс, который может ещё долго не представиться, так как у её мужа имеется желание отослать её в деревню, где она будет вынуждена остаться, а он сам возвратится в Стокгольм». Однако, хотя у неё самой не было придворной должности, Шарлотта Мандерстрём сумела остаться при дворе и продолжить участвовать в придворной жизни, будучи замужем за человеком с придворной должностью. Она занимала неофициальное положение фаворитки королевы.
Мандерстрем обладал талантом актрисы и часто исполняла главные роли в популярном любительском театре при королевском дворе вместе с Угглой и Каролиной Левенгаупт. Герцогиня Шарлотта утверждала в своём знаменитом дневнике, что задачей Мандерстрём было держать королеву в курсе всего, что происходило в жизни королевского двора и аристократического высшего общества. Мандерстрём часто упоминалась как компаньонка королевы в периоды, когда последняя предпочитала изолировать себя, например во время путешествия короля в Италию и Францию в 1783—1784 годах, когда герцогиня Шарлотта, а также Аксель фон Ферсен Старший отмечали, что королева изолировала себя со «своей любимой» баронессой Мандерстрём. О её близкой дружбе с королевой свидетельствует также тот факт, что она участвовала в приватном рождественском обеде королевской семьи в 1789 году, единственными участниками которого кроме неё были король, королева, наследный принц и гувернёр наследного принца. Шарлотта считалась влиятельной особой в делах королевы: во время конфликта между королем и королевой в 1786 году, когда Софья Магдалена выступила с протестом против фаворитизма короля Густава, проявляемого им к Морицу Армфельту, именно Мандерстрём и Адольфу Фредрику Мунку было поручено выступить посредниками между королевскими супругами.
Шарлотта Мандерстрём и Мария Аурора Уггла продолжали оставаться ближайшими подругами Софии Магдалены и после того, как королева овдовела в 1792 году. Согласно дневнику герцогини Шарлотты, они были практически единственными её личными гостями во время её вдовства, наряду с Каролиной Левенгаупт и Хедвиг Евой Делагарди. Мандерстрём и Уггла присутствовали при её смерти в 1813 году.